# Petrophora fuscata
Petrophora fuscata là một loài bướm đêm trong họ Geometridae.